# Miss Mundo España 2014
Miss Mundo España 2014 fue la segunda (2º) edición del Certamen de Belleza Nacional, Miss Mundo España, el cual se llevó a cabo el sábado 13 de septiembre de 2014 en el Auditorio Pepe Falomir Almela de Benicassim, en la provincia de Castellón.
Al final de la velada Elena Ibarbia, Miss Mundo España 2013 de País Vasco, coronó a la representante de Castilla-La Mancha, Lourdes Rodríguez como Miss Mundo España 2014, la cual representó a España en Miss Mundo 2014.

## Resultados
| Resultado          | Candidata                                |
| ------------------ | ---------------------------------------- |
| Miss Mundo España  | - Castilla-La Mancha - Lourdes Rodríguez |
| Primera Finalista  | - Las Palmas - Lorea González            |
| Segunda Finalista  | - Alicante - Estefanía Martínez          |
| Top 8              | - Málaga - Adriana Sánchez               |
| Top 8              | - Madrid - Celia Vallespir               |
| Top 8              | - Extremadura - Mariona Elías            |
| Top 8              | - Sevilla - Rocío García                 |
| Top 8              | - Cádiz - María Sevilla                  |
| Premios Especiales |                                          |
| Proyecto Social    | - Castilla-La Mancha - Lourdes Rodríguez |
| Miss Turismo       | - Alicante - Estefanía Martínez          |
| Redes Sociales     | - Asturias - María García                |
| Prueba de talento  | - Las Palmas - Lorea González            |
| Top Model          | - Tenerife - Constanza Márquez           |
| Simpatía           | - Asturias - María García                |

## Candidatas Oficiales[2]
| Área               | Candidata          | Edad | Estatura (m) |
| ------------------ | ------------------ | ---- | ------------ |
| Alicante           | Estefanía Martínez | 18   | 1,79 m       |
| Aragón             | Pilar Soler        | 18   | 1,83 m       |
| Asturias           | María García       | 19   | 1,70 m       |
| Barcelona          | Sabela Álvarez     | 19   | 1,77 m       |
| Cádiz              | María Sevilla      | 21   | 1,81 m       |
| Cantabria          | Débora Ríos        | 22   | 1,74 m       |
| Castellón          | Mónica Osorio      | 17   | 1,75 m       |
| Castilla-La Mancha | Lourdes Rodríguez  | 20   | 1,75 m       |
| Córdoba            | Patricia de Diós   | 21   | 1,76 m       |
| Extremadura        | Mariona Elías      | 22   | 1,74 m       |
| Galicia            | Raquel Vilariño    | 22   | 1,77 m       |
| Huelva             | Haizea Delgado     | 19   | 1,81 m       |
| Islas Baleares     | Laura Estarellas   | 19   | 1,77 m       |
| Jaén               | Cristina García    | 20   | 1,72 m       |
| Las Palmas         | Lorea González     | 24   | 1,74 m       |
| Madrid             | Celia Vallespir    | 22   | 1,80 m       |
| Málaga             | Adriana Sánchez    | 23   | 1,82 m       |
| Melilla            | Marta Castellanos  | 21   | 1,77 m       |
| Murcia             | Ana Ibáñez         | 17   | 1,78 m       |
| País Vasco         | Zuriñe Letamendi   | 17   | 1,77 m       |
| Sevilla            | Rocío García       | 16   | 1,80 m       |
| Tenerife           | Constanza Márquez  | 19   | 1,77 m       |
| Valencia           | Cecilia Bellido    | 17   | 1,73 m       |

## Enlaces
- Sitio web oficial
- Miss España Mundo